# Liste der Naturdenkmale in Frohburg

Wappen von Frohburg

Lage von Frohburg

In der Liste der Naturdenkmale in Frohburg werden die Einzel-Naturdenkmale, Geotope und Flächennaturdenkmale in der Stadt Frohburg
im Landkreis Leipzig und ihren 33 Ortsteilen aufgeführt.
Bisher sind laut der angegebenen Quellen 7 Einzel-Naturdenkmal, 0 Geotope und 8 Flächennaturdenkmale bekannt und hier aufgelistet.
Die Angaben der Liste basieren auf Daten der Bekanntmachungs-Seite des Landkreises und den Daten auf dem Geoportal des Landkreises Leipzig.

## Definition
„Gesetz über Naturschutz und Landschaftspflege (BNatSchG), § 28 Naturdenkmäler:
 Naturdenkmäler sind rechtsverbindlich festgesetzte Einzelschöpfungen der Natur oder entsprechende Flächen bis zu fünf Hektar, deren besonderer Schutz erforderlich ist
1. aus wissenschaftlichen, naturgeschichtlichen oder landeskundlichen Gründen oder
2. wegen ihrer Seltenheit, Eigenart oder Schönheit.“

„SächsNatSchG, § 18 Naturdenkmäler (zu § 28 BNatSchG):
1. Die Erklärung nach § 22 Abs. 1 BNatSchG von Teilen von Natur und Landschaft als Naturdenkmal erfolgt durch Rechtsverordnung oder Einzelanordnung.
2. Über § 28 Abs. 1 BNatSchG hinaus können Naturdenkmäler zur Sicherung von Lebensgemeinschaften oder Lebensstätten von im Bestand gefährdeten oder streng geschützten Arten festgesetzt werden.“

## Legende
- Bild: zeigt ein vorhandenes Foto des Naturdenkmals.
- ND/GEO/FND-Nr: zeigt die jeweilige Nr. des Objekts – ND (Einzel-)Naturdenkmal, GEO Geotope oder FND (Flächen-Naturdenkmal)
- Beschreibung: beschreibt das Objekt näher
- Koordinaten: zeigt die Lage auf der Karte
- Quelle: Link zur Referenzquelle

## (Einzel-)Naturdenkmale (ND)
| Bild                  | ND-Nr.   | Ortsteil   | Alter | Beschreibung | Koordinaten                                      | Quellen                       |
| --------------------- | -------- | ---------- | ----- | --- | ------------------------------------------------ | ----------------------------- |
| Weitere Bilder        | ND 29    | Benndorf   | unb.  | Pyramideneiche im Schlosspark Benndorf, nördlich des Springbrunnen | 51° 4′ 1″ N, 12° 32′ 3″ O (Flurstück-Nr. 624a)   | SG Naturschutz: VO 2020-07-15 |
| Bild gesucht          | ND 30    | Gnandstein | unb.  | Rotbuche im vorderen Stöckigt, neben Flusslauf Wyhra, südlich Wolftitz | 51° 2′ 0″ N, 12° 34′ 38″ O (Flurstück-Nr. 553)   | SG Naturschutz: B 34/9/71     |
| Bild gesucht          | ND 31    | Hopfgarten | unb.  | Stieleiche (Quercus robur), sog. Schindereiche im kleinen Waldstück an K 7933 zwischen Hopfgarten und Elbisbach                                                             | 51° 6′ 16″ N, 12° 39′ 5″ O (Flurstück-Nr. 421)   | SG Naturschutz: VO 2020-07-15 |
| Weitere Bilder        | ND 32-34 | Prießnitz  | unb.  | Rotbuchengruppe (Fagus sylvatica) im Prießnitzer Wald von mindestens 3 Bäumen südlich der Eulschwiese im NSG Prießnitz als Teil des FFH-Schutzgebiet „Prießnitz“ (4941-301) | 51° 5′ 43″ N, 12° 37′ 10″ O (Flurstück-Nr. 823)  | SG Naturschutz: B 34/9/71     |
| Prießnitz, Rotbuche 1 | ND 32    | Prießnitz  | unb.  | Rotbuche (Fagus sylvatica), nördlicher Baum der Rotbuchengruppe im NSG Prießnitz südlich der Eulschwiese                                                                    | 51° 5′ 43″ N, 12° 37′ 10″ O (Flurstück-Nr. 823)  | SG Naturschutz: B 34/9/71     |
| Prießnitz, Rotbuche 2 | ND 33    | Prießnitz  | unb.  | Rotbuche (Fagus sylvatica), südlicher Baum der Rotbuchengruppe im NSG Prießnitz südlich der Eulschwiese                                                                     | 51° 5′ 43″ N, 12° 37′ 10″ O (Flurstück-Nr. 823)  | SG Naturschutz: B 34/9/71     |
| Prießnitz, Rotbuche 3 | ND 34    | Prießnitz  | unb.  | Rotbuche (Fagus sylvatica), südlicher Baum der Rotbuchengruppe im NSG Prießnitz südlich der Eulschwiese                                                                     | 51° 5′ 43″ N, 12° 37′ 10″ O (Flurstück-Nr. 823)  | SG Naturschutz: B 34/9/71     |
| Bild gesucht          | ND 35    | Wolftitz   | unb.  | Ginkgo (Ginkgo biloba), nördlich Schloss Woftitz, gegenüber Wolftitzer Straße 6                                                                                             | 51° 2′ 21″ N, 12° 34′ 22″ O (Flurstück-Nr. 350b) | SG Naturschutz: B 34/9/71     |

## Flächennaturdenkmale
| Bild           | FND-Nr.   | Name                                           | Beschreibung                                                                                       | Verordnet  | Fläche     | Koordinaten                 | Quellen                         |
| -------------- | --------- | ---------------------------------------------- | -------------------------------------------------------------------------------------------------- | ---------- | ---------- | --------------------------- | ------------------------------- |
| Bild gesucht   | l_la: 94  | Herbstzeitlosenwiese                           | Wiesenbiotop an Mündung Goldbach in Kleine Eula, südlich Hopfgarten                                | 29.08.1973 | 16.736 m²  | 51° 5′ 40″ N, 12° 40′ 22″ O | Beschluss RdK Geithain 85/17/73 |
| Bild gesucht   | l_la: 95  | Hohler Topf                                    | Feuchtbiotop an der Katsche im nördlichen Streitwald, neben Kohrener Straße                        | 29.08.1973 | 11.454 m²  | 51° 2′ 38″ N, 12° 34′ 40″ O | Beschluss RdK Geithain 85/17/73 |
| Bild gesucht   | l_la: 96  | Rohrwiesen zwischen Frohburg u. Greifenhain    | Feuchtwiese südlich Himmelreich, östlich Ortslage Frohburg                                         | 16.06.1971 | 63.639 m²  | 51° 3′ 42″ N, 12° 34′ 26″ O | Beschluss RdK Geithain 85/17/73 |
| Weitere Bilder | l_la: 97  | Erligt bei Frohburg                            | Waldgebiet und Teichbiotop an der Wyhra, nördlich Ortslage Frohburg                                | 16.06.1971 | 228.533 m² | 51° 3′ 46″ N, 12° 32′ 56″ O | Beschluss RdK Geithain 34/9/71  |
| Weitere Bilder | l_la: 99  | Eulschwiese                                    | Feuchtwiese am Frankenhainer Bach im Prießnitzer Wald am NSG Prießnitz, südlich Ortslage Prießnitz | 29.08.1973 | 20.937 m²  | 51° 5′ 48″ N, 12° 37′ 4″ O  | Beschluss RdK Geithain 85/17/73 |
| Bild gesucht   | l_la: 100 | Pfarrholz Prießnitz                            | Feuchtwald an der Eula, am westlichen Rand von NSG Prießnitz, südlich Ortslage Prießnitz           | 29.08.1973 | 79.955 m²  | 51° 5′ 38″ N, 12° 36′ 31″ O | Beschluss RdK Geithain 85/17/73 |
| Bild gesucht   | l_la: 101 | Eisenberg (Frohburg)                           | Waldgebiet nördlich Ortslage Frohburg                                                              | 29.08.1973 | 245.116 m² | 51° 3′ 41″ N, 12° 33′ 43″ O | Beschluss RdK Geithain 85/17/73 |
| Bild gesucht   | l_la: 102 | Steinbruch am rechten Wyhraufer bei Streitwald | Steinbruch an Kohrener Straße, nördlich Flusslauf Wyhra, südlich von Streitwald                    | 29.08.1973 | 13.056 m²  | 51° 2′ 6″ N, 12° 34′ 53″ O  | Beschluss RdK Geithain 85/17/73 |